# Copper Peak
Il Copper Peak è un trampolino situato a Ironwood, negli Stati Uniti. Unico trampolino per il volo con gli sci delle Americhe, è in disuso dal 1994.

## Storia
Inaugurato nel 1969 e ristrutturato nel 1980, l'impianto ha ospitato una tappa della Coppa del Mondo di salto con gli sci nel 1981.

## Caratteristiche
Il trampolino ha il punto K a 160 m e il primato di distanza appartiene agli austriaci Mathias Wallner e Werner Schuster (158 m, entrambi nel 1994).